# Scrancia albidorsa
Scrancia albidorsa är en fjärilsart som beskrevs av M.Gaede 1930. Scrancia albidorsa ingår i släktet Scrancia och familjen tandspinnare. Inga underarter finns listade.